# Antonio Mario Tamburro
Antonio Mario Tamburro (Trieste, 3 settembre 1939 – Potenza, 23 giugno 2009) è stato un chimico italiano.
Si è laureato in Chimica Industriale nel 1962 presso l'Università degli Studi di Padova.
È stato Professore Ordinario di Chimica Organica dal 1986 ed è stato preside della facoltà di Scienze MM. FF. NN. presso l'Università degli Studi della Basilicata dal 1986 al 1998 e successivamente dal dicembre 2001 al febbraio 2003.
Nel 2002 è stato insignito della Laurea Honoris Causa dall'Università di Reims, Champagne-Ardenne, Francia.
Ha ricoperto la carica di Rettore presso l'Università degli Studi della Basilicata dal 9 giugno 2006 fino alla sua morte improvvisa, avvenuta a causa di una grave malattia il 23 giugno 2009 presso l'ospedale San Carlo di Potenza.
| Controllo di autorità | VIAF (EN) 43431459 · ISNI (EN) 0000 0000 2896 0215 · SBN UFIV069512 · LCCN (EN) n89137921 |